# Khujji
Khujji fou un estat tributari protegit del tipus zamindari, al districte de Raipur a l'Índia Central (avui Chhattisgarh), a uns 112 km al sud-oest de Raipur. La capital és Khujji. La superfície era de 184 km² i la població el 1881 d'11.309 habitants repartits en 32 pobles. El 1883 estava sota administració britànica perquè el zamindar, de religió musulmana, era menor d'edat.